# Albuminúria
L'albuminúria és un trastorn patològic en què l'albúmina està present anormalment en l'orina. És un tipus de proteïnúria. L'albúmina en persones sanes, només es troba en petites quantitats a l'orina, mentre que quantitats més grans s'hi troben en pacients amb malaltia renal. Per diverses raons, la terminologia clínica està canviant per centrar-se en l'albuminúria més que en la proteïnúria.

## Tractament
Com que l'albuminúria és un signe de lesió/malaltia renal subjacent, el tractament s'ha de dirigir al factor o factors causants. Els mètodes habituals per millorar i preservar la funció renal inclouen la medicació i les modificacions de l'estil de vida, com ara la dieta i l'exercici. El control de la pressió arterial, especialment amb l'ús d'inhibidors del sistema renina-angiotensina, és la teràpia més utilitzada per controlar l'albuminúria. Des de 2022 pel tractament de la insuficiència renal crònica amb albuminúria associada a diabetis tipus 2 està comercialitzada la finerenona, comercialitzada com a Kerendia.